# Head On
Head On (De Cabeza, en español) es una película australiana de 1998 dirigida por Ana Kokkinos, cuyo guion está basado en la novela Loaded de Christos Tsiolkas. 
El largometraje se centra en el personaje de Ari (Alex Dimitriades), un joven gay de ascendencia griega que vive en Melbourne. La película fue famosa en su momento por sus escenas de contenido erótico y por mostrar una escena explícita de masturbación interpretada por Dimitriades.

## Trama
La película cuenta un día completo en la vida de Ari, un joven de diecinueve años hijo de inmigrantes griegos, quien está atrapado entre la educación conservadora que recibió y su propia identidad sexual. Sin trabajo y sin un propósito claro para su vida, vive en un mundo de drogas y conflictos familiares.
Ari conoce al compañero de piso de su hermano y se enamora. Sin embargo no logra comprometerse con sus deseos, por lo tanto alguien saldrá lastimado.